# Нактоуз

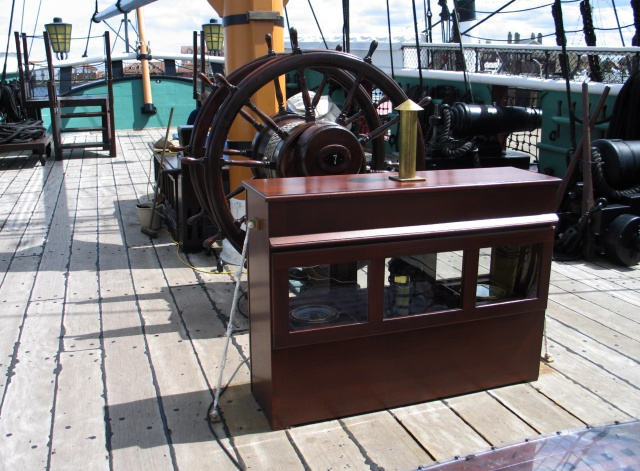
Нактоуз на HMS Trincomalee

Нактоуз (от нидерл. nachthuis — «ночной домик») — ящик, в котором расположен судовой компас, а также некоторые другие навигационные инструменты. Обычно укрепляют на подставке или тумбе, традиционно может содержать также масляный светильник или иной источник света, песочные часы. Ящик защищает компас и другие инструменты от воздействия внешней среды. Кормчий использует нактоуз при навигации.
В некоторых нактоузах XVIII века использовались железные гвозди, которые вызывали магнитную девиацию, ведущую к появлению погрешности в показаниях компаса. Появление в XIX веке кораблей с металлическим корпусом и другими металлическими конструкциями усугубило эту проблему.
Для уменьшения погрешности показаний магнитного компаса в нактоуз помещают девиационные магниты, частично компенсирующие магнитное поле судна (этим способом можно скомпенсировать только действие магнитотвёрдых материалов). Оставшуюся погрешность, возникающую вследствие действия магнитомягких материалов, определяют и учитывают при счислении пути.